# Mosad
Mosad (tudi Mossad; slovensko Inštitut za obveščevalne in specialne naloge; hebrejsko Ha-Mossad le-Modiin ule-Tafkidim Meyuhadim, המוסד למודיעין ולתפקידים מיוחדים; angleško Institute for Intelligence and Special Task) je izraelska obveščevalna služba.

## Zgodovina Mosada
Glejte glavni članek Zgodovina Mosada
Mossad je bil ustanovljen decembra 1949 kot Centralni inštitut za koordinacijo na pobudo Reuvena Šhiloaha; ustanovitelj je bil takratni izraelski predsednik vlade David Ben Gurion. Glavni namen te nove organizacije je bil povečati sodelovanje med že obstoječimi varnostno-obveščevalnimi službami, ki so delovale v sklopu različnih ministrstev: AMAN (obveščevalni oddelek izraelske kopenske vojske, GSS (Splošna varnostna služba) in političnim oddelkom Zunanjega ministrstva Izraela; tako bi povečali učinkovitost delovanja.
Toda zaradi nadaljnjih nesoglasij je Ben Gurion 1. aprila 1951 odločil, da bo Mosad postala izključna izraelska obveščevalna agencije, ki bo delovana v tujini. Vse ostale službe bodo obveščale Mosad o potrebah in nalogah, le-ta pa jih bo izvršil. Predsednik vlade Izraela deluje kot nadzorni organ, ki posega v delovanje v primeru nesoglasij med službami ter izdaja dovoljenja za visoko nevarne oz. tvegane operacije oz. za likvidacijo sovražnikov.
V nasprotju z ostalimi svetovnimi obveščevalnimi agencijami se Mosad ni odločil za kvantitativno razvijanje števila svojih obveščevalcev, ampak je svojo jedro omejil (danes tako šteje 1.200 obveščevalcev) in se osredotočil na širjenje mreže ovaduhov, neuradnih zunanjih sodelavcev,...

## Generalni direktorji Mosada
Glejte glavni članek Generalni direktor Mosada.
- 1951-1952: Ruben Šiloah
- 1952-1963: Iser Harel
- 1963-1968: Meir Amit
- 1968-1974: Zvi Zamir
- 1974-1982: Jicak Hofi
- 1982-1990: Nahum Admoni
- 1990-1996: Šabtai Šavit
- 1996-1998: Danny Jatom
- 1998-2002: Efraim Halevi
- 2002-?: Meir Dagan

## Najbolj znane akcije Mosada
Glejte glavni članek Delovanje Mosada.
- ugrabitev Adolfa Eichmanna
- zaplemba iranskega lovca MiG-21 leta 1966

## Organizacija Mosada
- Enota Jahalomin - enota, ki je odgovorna za zveze v varnih hišah
- Oddelek Loh Ama Psihologit (LAP) - Oddelek za psihološko bojevanje
- Oddelek za politične akcije in zveze - sodelovanje z CIA-o in MI6
- Oddelek za zbiranje informacij v tujini
- Oddelek za nadzor
- Enota Safanim - enota, ki se bori proti PLO
- Autahat Pajlut Medienit (APM) - Oddelek za notranjo varnost
- TEVEL - za sodelovanje s prijateljskimi obveščevalnimi službami (posebej z BOSS-om)

## Izrazoslovje Mosada
- katsa - klasični vohuni Mosada, ki delujejo v tujini
- kidon - pripadnik likvidacijske skupine
- naka - najvišja stopnja alarma
- neviot - strokovnjak za nadzor
- bodel - kurir
- slik - varen kraj za dokumente
- teudi - ponarejevalnice
- sajan - prostovoljni judovski pomagači; niso pripadniki Mosada; toda le-ti se obrnejo na sajane, ko rabijo pomoč pri izvršitvi nalog. Pri tem se sklicujejo na versko pripadnost.